# Væksthormon
Væksthormon (GH (fra engelsk growth hormone), hGH eller HGH (fra engelsk human growth hormone), somatotropin eller somatropin) er et peptidhormon, som stimulerer vækst, celledeling og nyproduktion af dyreceller. Det er en slags mitogen, som er specifik for en bestemt slags celler. Væksthormon er et peptidhormon, som dannes, lagres og udskilles af somatotropiske celler i de laterale vinger på hypofysekirtlens forlap. 

## Biokemi
Væksthormonet er et lille protein, et polypeptid af en enkelt kæde med 191 aminosyrer på i alt 22.124 Dalton med fire helixer (se billedet). Væksthormonet kodes af to gener, der er nært beslægtet med generne for hormonet placental lactogen (på engelsk også human chorionic somatomammotropin). Derfor omtales de som somatotropiner sammen med hormonet prolactin.
Receptoren for væksthormon er en type I cytokine receptor, der er bundet i cellemembranen som en enkelt enhed, der aktiveres og dimeriseres og derved starter en intracellular signaltransduktion til vækst.

## Anvendelse
Væksthormon bruges som et receptpligtigt lægemiddel i forbindelse med behandling af børns vækstsygdomme og behandling af voksne med væksthormonmangel. I USA kan væksthormon kun erhverves legalt fra apoteker under en forudgående recept fra en læge. I de senere år har nogle læger i USA påbegyndt udskrivelse af recepter på væksthormon til ældre svage mennesker, som har manglet GH for at forbedre deres livskraft. Til trods for at det er legalt, er effekten og sikkerheden ikke testet i kliniske forsøg.
Gennem sin rolle som anabolsk stof har HGH været misbrugt af sportsudøvere siden 1960'erne[kilde mangler] og det er blevet forbudt af IOC og NCAA. Traditionelle analyser af urinprøver kunne ikke påvise doping med HGH, så forbuddet kunne ikke håndhæves indtil begyndelsen af 2000'erne, da udviklingen af blodprøvetests som kunne skelne naturlig HGH fra kunstig HGH påbegyndtes. Blodprøvetests primært målrettet mod HGH blev indført af WADA ved Sommer-OL 2004 i Athen.
Der har været forsket i GH i forbindelse med at forbedre effektiviteten i opdræt af husdyr i det industrialiserede landbrug, og der har været gennemført flere tiltag for at få myndighedernes godkendelse til brugen af GH i husdyrproduktion. I USA er det eneste GH, som er godkendt af myndighederne til brug for husdyr et middel specifikt til malkekvæg, som kaldes bovine somatotropin, som kan øge malkekøernes mælkeproduktion. Detailhandlen i USA har tilladelse til at mærke eller undlade at mærke mælk, som er produceret med eller uden bovine somatotropin.